# Мерень (комуна, Констанца)
Мерень, Мерені (рум. Mereni) — комуна у повіті Констанца в Румунії. До складу комуни входять такі села (дані про населення за 2002 рік):
- Мерень (1246 осіб) — адміністративний центр комуни
- Міріштя (31 особа)
- Османча (580 осіб)
- Чобеніца (322 особи)

Комуна розташована на відстані 187 км на схід від Бухареста, 25 км на південний захід від Констанци.

## Населення
За даними перепису населення 2002 року у комуні проживали 4208 осіб.
Національний склад населення комуни:
| Національність   | Кількість осіб | Відсоток |
| ---------------- | -------------- | -------- |
| румуни           | 3916           | 93,1%    |
| татари           | 280            | 6,7%     |
| турки            | 4              | 0,1%     |
| цигани           | 3              | 0,1%     |
| угорці           | 1              | < 0,1%   |
| німці            | 1              | < 0,1%   |
| росіяни-липовани | 1              | < 0,1%   |
| болгари          | 1              | < 0,1%   |

Рідною мовою назвали:
| Мова      | Кількість осіб | Відсоток |
| --------- | -------------- | -------- |
| румунська | 3920           | 93,2%    |
| татарська | 280            | 6,7%     |
| турецька  | 4              | 0,1%     |
| угорська  | 1              | < 0,1%   |
| німецька  | 1              | < 0,1%   |
| російська | 1              | < 0,1%   |

Склад населення комуни за віросповіданням:
| Релігія        | Кількість осіб | Відсоток |
| -------------- | -------------- | -------- |
| православні    | 3790           | 90,1%    |
| мусульмани     | 283            | 6,7%     |
| адвентисти     | 113            | 2,7%     |
| римо-католики  | 13             | 0,3%     |
| п'ятдесятники  | 5              | 0,1%     |
| греко-католики | 1              | < 0,1%   |
| баптисти       | 1              | < 0,1%   |
| лютерани       | 1              | < 0,1%   |
| не релігійні   | 1              | < 0,1%   |

## Зовнішні посилання
- Дані про комуну Мерень на сайті Ghidul Primăriilor